# Miconia stenostachya
Miconia stenostachya är en tvåhjärtbladig växtart som beskrevs av Dc.. Miconia stenostachya ingår i släktet Miconia och familjen Melastomataceae. Inga underarter finns listade i Catalogue of Life.

## Bildgalleri

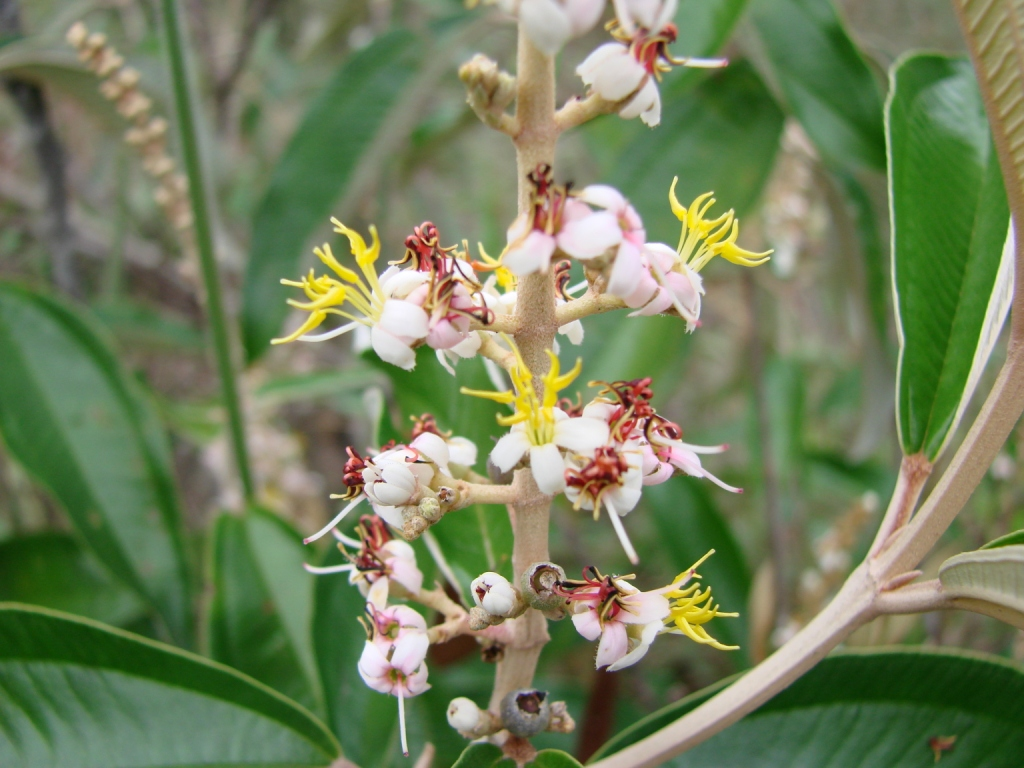
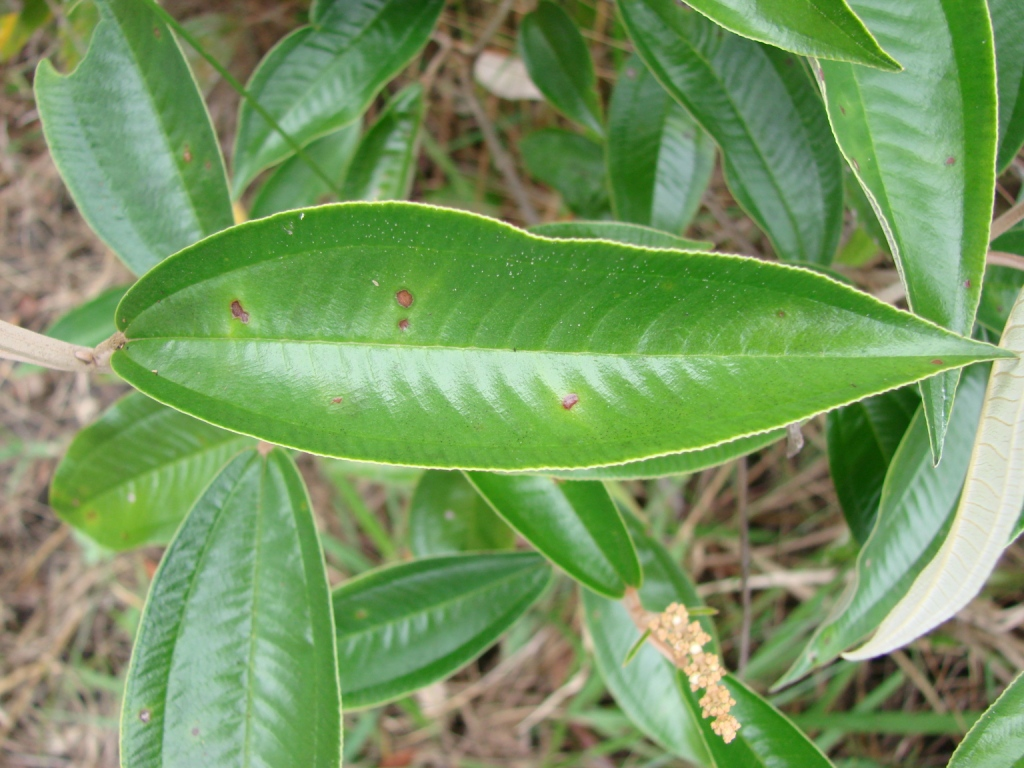